# تزار (اصطلاح سیاسی)

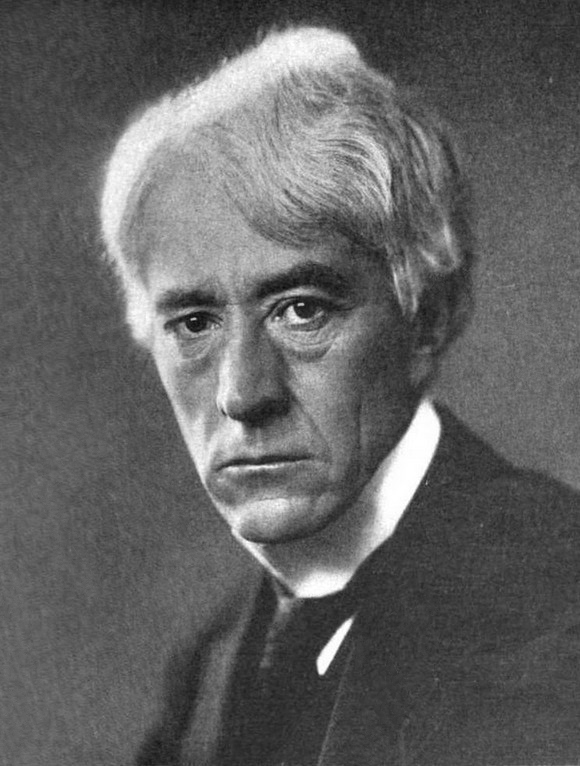
کنساو مونتین لندیس کمیسر بسکتبال آمریکا یکی از نخستین دولتمردانی بود که با لقب «تزار» شناخته می‌شد.

تزار (به انگلیسی: Tsar یا Czar) یک عنوان غیررسمی است که برای اشاره به برخی از مقامات بلندپایه در آمریکا و بریتانیا که معمولاً برای رسیدگی به یک موضوع خاص دارای قدرت و اختیارات گسترده‌ای هستند اعطا می‌شود. این عنوان معمولاً از نظر جنسیتی خنثی تلقی می‌شود.
در ایالات متحده، تزارها عموماً مقامات قوهٔ مجریه هستند که توسط رئیس قوهٔ مجریه (مانند رئیس جمهور برای دولت فدرال یا فرماندار یک ایالت) منصوب می‌شوند. تزارها ممکن است به تأیید سنا نیاز نداشته باشند؛ درحالی‌که دیگران به تأیید نیاز دارند. برخی از منصوبان خارج از قوهٔ مجریه نیز تزار نامیده می‌شوند. نمونه‌های خاص این اصطلاح اغلب در رسانه‌ها ایجاد می‌شود. در بریتانیا، این اصطلاح بیشتر برای اشاره به مقام‌های بلندپایه‌ای که مهارت‌های خود را به یک حوزهٔ خاص اختصاص می‌دهند، استفاده می‌شود.

## ریشه‌شناسی
به گفتهٔ دانشنامه تاریخ جهان، «تزار» واژه‌ای روسی است که از کلمهٔ لاتین «سزار» گرفته شده است. به‌طور خاص، اصطلاح تزار به فرمانروایان روسیه در طول صدها سال اشاره دارد. ایوان چهارم مخوف در سال ۱۵۴۷ رسماً به عنوان تزار تمام روسیه تاج‌گذاری کرد و این عنوان تا زمان سرنگونی نظام سلطنت در انقلاب روسیه در سال ۱۹۱۷ ادامه یافت. اینکه چرا این لقب خاص برای توصیف دولتمردانی با قدرت مستقل انتخاب شده است، ممکن است با معنای خود واژهٔ تزار مرتبط باشد؛ زیرا در طول تاریخ، تزارها فرمانروایانی با قدرت مطلقه بودند. همچنین در ادبیات معاصر جهان، لقب تزار می‌تواند برای اشاره به یک شخص مستبد یا یک حاکم خودکامه به به‌کار برود.

## تعریف
اصطلاح «تزار» به معنای یک مقام بلندپایه قوهٔ مجریه است که مسئولیت یک سیاست خاص را بر عهده دارد. مقام تزار نقشی است که به رئیس‌جمهور اجازه می‌دهد تا از کنترل و محدودیت‌های مزاحم سه قوهٔ دولت عبور کند. مقامات تزار پست‌های تأییدشده کابینه توسط مجلس سنا مانند وزیر امور خارجه یا وزیر بهداشت و خدمات انسانی و غیره نیستند. این بدان معناست که یک رئیس‌جمهور می‌تواند آنها را بدون نظر سنا و به سرعت در دولت خود منصوب کند. مزایای ذکر شده برای ایجاد انواع پست‌های تزار عبارت‌اند از: توانایی دور زدن محدودیت‌های رسمی، یافتن راه‌حل‌های خلاقانه برای مشکلات موقت و توانایی درگیر کردن بسیاری از بازیگران دولتی در تصمیم‌گیری مسائل بزرگ که در نهایت دیوانسالاری را قادر می‌سازد تا شروع به حرکت در مسیری جدید برای حل مسائل با جلب همکاری همهٔ طرف‌ها و مدیریت مراکز قدرت رقیب کند.
یک توضیح برای استفاده از این اصطلاح، این است که درحالی‌که عموم مردم آمریکا از عباراتی چون «پادشاه» و «دیکتاتور» خشمگین می‌شوند و آنها را با جورج سوم یا شخصیت‌های فاشیست جنگ جهانی دوم مقایسه می‌کنند، اصطلاح تزار به عنوان واژه‌ای خارجی و ناشناخته بیشتر می‌تواند قابل قبول باشد. همچنین این واقعیت که مناصب تزار اغلب در مواقع بحران‌های عمومی ایجاد می‌شوند، نشان می‌دهد که مردم چگونه مشتاق می‌شوند تا ببینند یک شخصیت قوی قرار است چه تصمیم‌های سختی بگیرد که ساختار سیاسی موجود قادر به انجام آن نیست.
این عنوان، هم خیلی بزرگ است و هم خیلی کوچک. جان پودهورتز، سردبیر سابق تحریریه نیویورک پست و یکی از دستیاران ارشد ویلیام بنت که زمانی تزار مواد مخدر بود، می‌گوید: «شاید چندان خفن یا هر چیز دیگری به نظر نرسد، اما تزار اصطلاحی است که تمایل دارد کابینه را از آنچه هست جدی‌تر جلوه دهد ... من فکر می‌کنم اصطلاح تزار به این دلیل استفاده شد که یک کلمهٔ کوتاه است و به راحتی در تیتر روزنامه‌ها قرار می‌گیرد.» مقام تزار همچنین وظایفی را توصیف می‌کند که به راحتی انجام نمی‌شوند. تعداد کمی از تزارها و احتمالاً بدون اینکه مقصر باشند، در وظایف تزاری خود موفق بوده‌اند. این مقام یک موقعیت نامشخص است که یا به اندازهٔ در نوع خود سقوط می‌کند یا بدتر از آن، منجر به ایجاد یک دیوان بزرگ (مانند وزارت انرژی در آمریکا) می‌شود که به آن هیچ نیازی نیست.

## کاربرد
نخستین استفاده از اصطلاح تزار در ایالات متحده، احتمالاً برای نیکلاس بیدل بود که در دوران ریاست جمهوری اندرو جکسون به عنوان «رئیس بانک ایالات متحده آمریکا» انتخاب شد. او گاهی «تزار نیکلاس» نامیده می‌شد که اتفاقاً با سلطنت تزار نیکلاس اول در روسیه هم‌نامی داشت. یکی دیگر از اولین کاربردهای استعاری شناخته شده این اصطلاح در آمریکا، اشاره به قاضی کنساو مونتین لندیس بود که به عنوان کمیسر بیسبال انتخاب شد تا با قدرتی گسترده به پاکسازی ورزش از فساد بپردازد. آن نخستین‌باری بود که واژهٔ تزار با منظوری مثبت استفاده شد؛ درحالی‌که تا پیش از آن، لقب فرمانروایان مستبد و اغلب منحط روسیه بود که به دلیل گناهانشان به قتل می‌رسیدند. به‌کارگیری تزارها از زمان فرانکلین روزولت به‌طور چشم‌گیری افزایش یافت که شاید با بحران‌های ایجاد شده در جریان جنگ جهانی دوم مرتبط باشد. به گفتهٔ خبرگزاری سی‌بی‌اس، تاریخ‌دانان معتقد‌اند که این افزایش حضور تزارها، به سیاست‌های روزولت برمی‌گردد که به سرعت اندازه و نقش دولت فدرال را گسترش داد. با گذشت زمان، اصطلاح تزار در ایالات متحده به‌طور غیررسمی برای افرادی که توسط رئیس‌جمهور برای مناصب اصلی انتخاب شده بودند و تحت بررسی، نظارت یا تأیید سنای آمریکا قرار نمی‌گرفتند، مورد استفاده قرار گرفت.
ریچارد نیکسون اولین تزار رسمی دولت ایالات متحده را در سال ۱۹۷۳ معرفی کرد: تزار انرژی ویلیام ایی. سیمون که رسماً ریاست ادارهٔ انرژی فدرال را بر عهده داشت و بعداً به وزارت انرژی آمریکا تبدیل شد. جیمی کارتر دو تزار را برای تورم منصوب کرد: «ابر حقوقدان واشینگتن» (همچنین سفیر در روسیه، نمایندهٔ تجاری ایالات متحده، رئیس کمیتهٔ ملی دموکرات و غیره و غیره) رابرت اس. استراوس و سپس آلفرد ای. کان که در آن زمان در دانشگاه کرنل تدریس می کرد. حتی در ردای تزار، هیچ‌کدام از آنها نتوانستند موج تورم را مهار کنند. این شغل به دست پاول ولکر رئیس فدرال رزرو افتاد. از آن زمان، «تزارهای مواد مخدر»، «تزارهای ایدز»، حتی «تزارهای مرزی» به وجود آمده‌اند.
تزارها توسط رؤسای جمهور هر دو حزب آمریکا منصوب شده‌اند. بیل کلینتون یک «تزار Y2K» داشت و جورج دبلیو بوش دارای «تزار ایدز»، «تزار ضد تروریسم» و «تزار مطالعه» بود. حضور تزارها در دورهٔ باراک اوباما چشم‌گیرتر بود؛ او تا حدی یک «تزار انرژی و محیط زیست»، «تزار افغانستان»، «تزار خودرو»، «تزار سلامت» و «تزار بازیابی خودرو» داشت. کاملا هریس معاون رئیس جمهور جو بایدن نیز، گاهی اوقات «تزار مرزی» نامیده می‌شد؛ البته نه توسط خود رئیس جمهور. علت آن بود که بایدن هریس را موظف به مقابله با هجوم مهاجران در مرزهای جنوبی کرده بود. دونالد ترامپ، رئیس جمهور منتخب جدید، اعلام کرد که یک «تزار مرزی»، مدیر سابق ادارهٔ مهاجرت و گمرک و تام هومن ، از تندروهای ضدمهاجران را برای پیوستن به دولتش منصوب می‌کند. با این حال، احتمالاً هومن تنها تزار دولت ترامپ نخواهد بود.
در بریتانیا، این اصطلاح بیشتر برای اشاره به مقام‌های بلندپایه‌ای که مهارت‌های خود را به یک حوزهٔ خاص اختصاص می‌دهند، استفاده می‌شود. این اصطلاح به‌طور گسترده در رسانه‌های بریتانیایی برای اشاره به انتصاب آلن شوگر توسط گوردون براون در سال ۲۰۰۹ به عنوان «قهرمان سازمانی»، که توسط بسیاری از خبرگزاری‌ها «تزار سازمانی» لقب گرفت، استفاده شد. هنگامی که دیوید کامرون شوگر را که پیشتر در سال ۲۰۰۹ به عنوان یک لرد نیز شناخته شده بود، دوباره به این مقام در وزارت بازرگانی بریتانیا منصوب کرد، اصطلاح «تزار سازمانی» به‌طور رسمی توسط دولت در سال ۲۰۱۶ استفاده شد. در سال ۲۰۱۳، تعداد و ماهیت برخی از انتصاب‌ها مورد انتقاد قرار گرفت؛ زیرا هم گاردین و هم ایندیپندنت به نزدیک به ۳۰۰ تزار منصوب شده در بریتانیا از سال ۱۹۹۷ تا ۲۰۱۳ اشاره کردند.
این اصطلاح تنها مختص به سیاستمداران آمریکایی و بریتانیایی نیست؛ چنانه بسیاری از رسانه‌ها سعود القحطانی مشاور خاندان سعودی را نیز ازجمله پس از قتل جمال خاشقچی، «تزار اطلاعاتی-رسانه‌ای» محمد بن سلمان لقب داده بودند.

## ارزیابی و انتقادات
اهمیت مقام تزارها در شرایطی است که ورود سریع و قاطع یک شخص بر نظر و رسیدگی اجماع ارجحیت دارد. این شرایط به‌خصوص با شرایط بحرانی مرتبط است.
برای رئیس‌جمهوری که به دنبال انتصاب سریع متحدان است، انتصاب یک تزار بسیار آسان‌تر از منشی کابینه است. با این حال، در اینکه یک تزار واقعاً چقدر می‌تواند مفید باشد، جای بحث وجود دارد؛ به‌ویژه که تزارها معمولاً بودجه‌ها را کنترل نمی‌کنند. منتقدان چنین مقام‌هایی استدلال می‌کنند که تزارها با سیستم کنترل و تعادل قدیمی (سیستم سنتی و غیر دموکراتیک) رفتار می‌کنند. سناتور فقید دموکرات رابرت سی. برد، هم از اوباما و هم از بوش به خاطر ایجاد چنین مقام‌هایی در دولت‌شان انتقاد کرده بود. او در نامه‌ای عمومی به اوباما در سال ۲۰۰۹ نوشت: «انباشت سریع و آسان قدرت توسط کارکنان کاخ سفید می‌تواند سیستم نظارت و تعادل قانون اساسی را تهدید کند. این مسئولیت‌های قانونی بر عهدهٔ مقامات تأییدشده سنا است.» البته رئیس‌جمهور می‌تواند کارمندان کاخ سفید را منصوب کند. قانون اساسی زمانی زیر سؤال می‌رود که رئیس‌جمهور شخصی را به مقامی منصوب کند که توسط سنا را تأیید نشده باشد.
در طول دولت اوباما، جمهوری‌خواهان رشد دولت اداری و تصمیمات اتخاذ شده توسط بوروکرات‌های غیر منتخب را مورد انتقاد قرار دادند. استفاده او از این سمت‌ها به حدی گسترده بود که در سال ۲۰۰۹، کمیتهٔ قضایی سنا جلسه‌ای دربارهٔ تاریخچه و قانونی بودن تزارهای قوهٔ مجریه برگزار کرد. این کمیته خاطرنشان کرد که برخی از این تزارهای سیاسی در مقطعی توسط سنا تأیید شده‌اند، درحالی‌که برخی دیگر در سمت‌هایی خارج از کاخ سفید بودند که به یک افسر تأیید شده سنا گزارش دادند. اما تعداد انگشت شماری در کاخ سفید کار می‌کردند. چنین استفادهٔ گسترده‌ای از تزارها انتقاد جمهوری‌خواهان را برانگیخت و حتی برخی از دموکرات‌ها نیز در مورد اقتدار خود نگرانی‌هایی را مطرح کردند.
در دولت نخست ترامپ، حامیان وی از به اصطلاح «وضعیت عمیق» افسران شغلی منتخب معترض بودند. در دولت جدید، ترامپ می‌خواهد افراد مورد نظر خود را به سرعت سر جایشان منصوب کند. او پس از تجربهٔ نخستین دورهٔ ریاست‌جمهوری خود، بیان کرد که چگونه اقتدار کنگره می‌تواند برنامه‌های یک دولت را تضعیف کند. ترامپ در پستی در شبکه‌های اجتماعی نوشت: «گاهی رأی‌گیری ممکن است دو سال یا بیشتر طول بکشد. این همان کاری است که آنها چهار سال پیش انجام دادند و ما نمی‌توانیم اجازه دهیم که دوباره این وضع تکرار شود.»